# Macropsobrycon
Genre
Macropsobrycon est un genre de poissons téléostéens de la famille des Characidae et de l'ordre des Characiformes.

## Liste d'espèces
Selon FishBase (10 juin 2015):
- Macropsobrycon uruguayanae Eigenmann, 1915
- Macropsobrycon xinguensis Géry, 1973